# Bo Holmberg
Pour les articles homonymes, voir Holmberg.
Bo Holmberg (Härnösand, 17 novembre 1942 - Stockholm, 11 février 2010) est un homme politique suédois qui est ministre et préfet du comté de Södermanland, dans le sud-est du pays. Il épouse en 1991 la femme politique Anna Lindh, assassinée en 2003.